# Cratere Aziren
Aziren è un cratere sulla superficie di Callisto.